# Třída Ardhana
Třída Ardhana je třída hlídkových lodí Námořnictva Spojených arabských emirátů. Třídu tvoří šest jednotek postavených britskou loděnicí Vosper Thornycroft. Všechny jednotky jsou stále v aktivní službě.

## Pozadí vzniku
V britské loděnici Vosper Thornycroft bylo postaveno celkem šest jednotek této třídy, pojmenovaných Ardhana (P 1101), Zurara (P 1102), Murban (P 1103), Al Ghullan (P 1104), Radoom (P 1105) a Ghanadnah (P 1106). Do služby byly zařazeny v letech 1975–1976.

## Konstrukce
Plavidla nesou navigační radar Decca TM 1626. Jejich výzbroj tvoří 30mm dvojkanón a jeden 20mm kanón. Pohonný systém tvoří dva diesely. Lodní šrouby jsou dva. Nejvyšší rychlost dosahuje 29 uzlů.